# Населення Болівії
Населення Болівії. Чисельність населення країни 2015 року становила 10,800 млн осіб (82-ге місце у світі). Чисельність болівійців стабільно збільшується, народжуваність 2015 року становила 22,76 ‰ (71-ше місце у світі), смертність — 6,52 ‰ (148-ме місце у світі), природний приріст — 1,56 % (77-ме місце у світі) . 

## Природний рух

### Відтворення
Народжуваність у Болівії, станом на 2015 рік, дорівнює 22,76 ‰ (71-ше місце у світі). Коефіцієнт потенційної народжуваності 2015 року становив 2,73 дитини на одну жінку (68-ме місце у світі). Рівень застосування контрацепції 60,5 % (станом на 2008 рік). Середній вік матері при народженні першої дитини становив 21,2 року, медіанний вік для жінок — 25—29 років (оцінка на 2008 рік).
Смертність в Болівії 2015 року становила 6,52 ‰ (148-ме місце у світі).
Природний приріст населення в країні 2015 року становив 1,56 % (77-ме місце у світі).

### Вікова структура

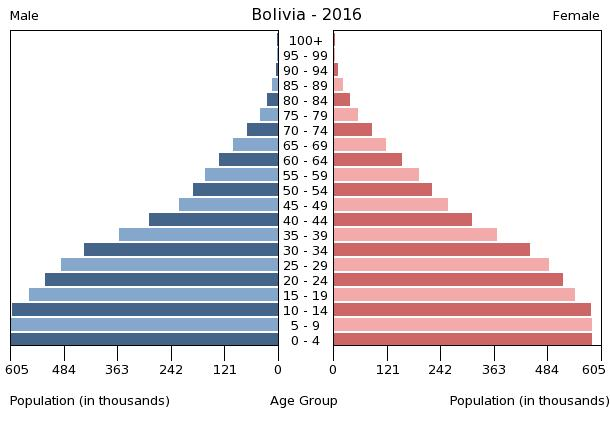
Віково-статева піраміда населення Болівії, 2016 рік

Середній вік населення Болівії становить 24 роки (163-тє місце у світі): для чоловіків — 23,3, для жінок — 24,7 року. Очікувана середня тривалість життя 2015 року становила 68,86 року (161-ше місце у світі), для чоловіків — 66,08 року, для жінок — 71,78 року.
Вікова структура населення Болівії, станом на 2015 рік, виглядає таким чином:
- діти віком до 14 років — 32,85 % (1 807 779 чоловіків, 1 740 188 жінок);
- молодь віком 15—24 роки — 19,65 % (1 074 697 чоловіків, 1 047 575 жінок);
- дорослі віком 25—54 роки — 36,69 % (1 932 183 чоловіки, 2 030 485 жінок);
- особи передпохилого віку (55—64 роки) — 5,75 % (288 621 чоловік, 332 824 жінки);
- особи похилого віку (65 років і старіші) — 5,06 % (241 447 чоловіків, 305 083 жінки)[1].

## Розселення
Густота населення країни 2015 року становила 9,9 особи/км² (220-те місце у світі). Більшість населення концентрується на Альтиплано, високогірному плато між високими хребтами Анд на заході; значна концентрація населення навколо міста Санта-Крус-де-ла-Сьєрра.

### Урбанізація
Болівія високоурбанізована країна. Рівень урбанізованості становить 68,5 % населення країни (станом на 2015 рік), темпи зростання частки міського населення — 2,26 % (оцінка тренду за 2010—2015 роки).
Головні міста держави: Санта-Крус-де-ла-Сьєрра — 2,107 млн осіб, Ла-Пас — 1,816 млн осіб, Кочабамба — 1,24 млн осіб, Сукре (столиця) — 372,0 тис. осіб (дані за 2015 рік).

### Міграції
Річний рівень еміграції 2015 року становив 0,62 ‰ (139-те місце у світі). Цей показник не враховує різниці між законними і незаконними мігрантами, між біженцями, трудовими мігрантами та іншими.
Болівія є членом Міжнародної організації з міграції (IOM).

## Расово-етнічний склад
| Етнічний склад (2009 рік) | Етнічний склад (2009 рік) | Етнічний склад (2009 рік) | Етнічний склад (2009 рік) | Етнічний склад (2009 рік) |
| ------------------------- | ------------------------- | ------------------------- | ------------------------- | ------------------------- |
| Етнос:                    |                           |                           | Відсоток:                 |                           |
| метиси                    | метиси                    |                           | 68%                       | 68%                       |
| індіанці                  | індіанці                  |                           | 20%                       | 20%                       |
| білі                      | білі                      |                           | 5%                        | 5%                        |
| чола                      | чола                      |                           | 2%                        | 2%                        |
| темношкірі                | темношкірі                |                           | 1%                        | 1%                        |
| інші                      | інші                      |                           | 4%                        | 4%                        |

Головні етноси країни: метиси — 68 %, індіанці — 20 %, білі — 5 %, чола — 2 %, темношкірі — 1 %, інші — 4 %(оціночні дані за 2009 рік). У переписі 2001 року була відсутня можливість класифікувати етнічне походження як мішане (метиси), 44 % опитуваних відносили себе в тій чи іншій мірі до індіанців кечуа та аймара.

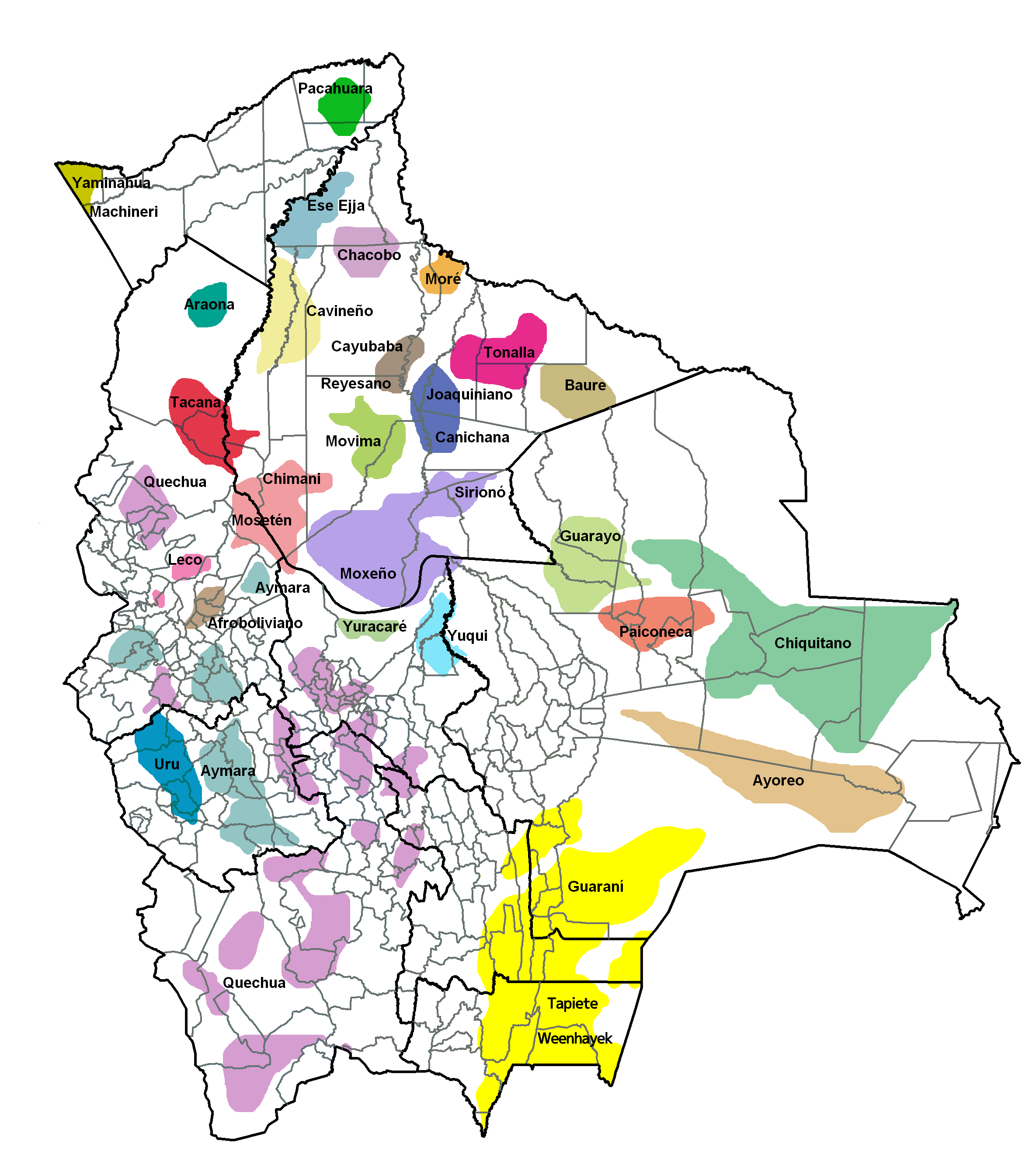
Індіанські народи й племена Болівії (ісп.)
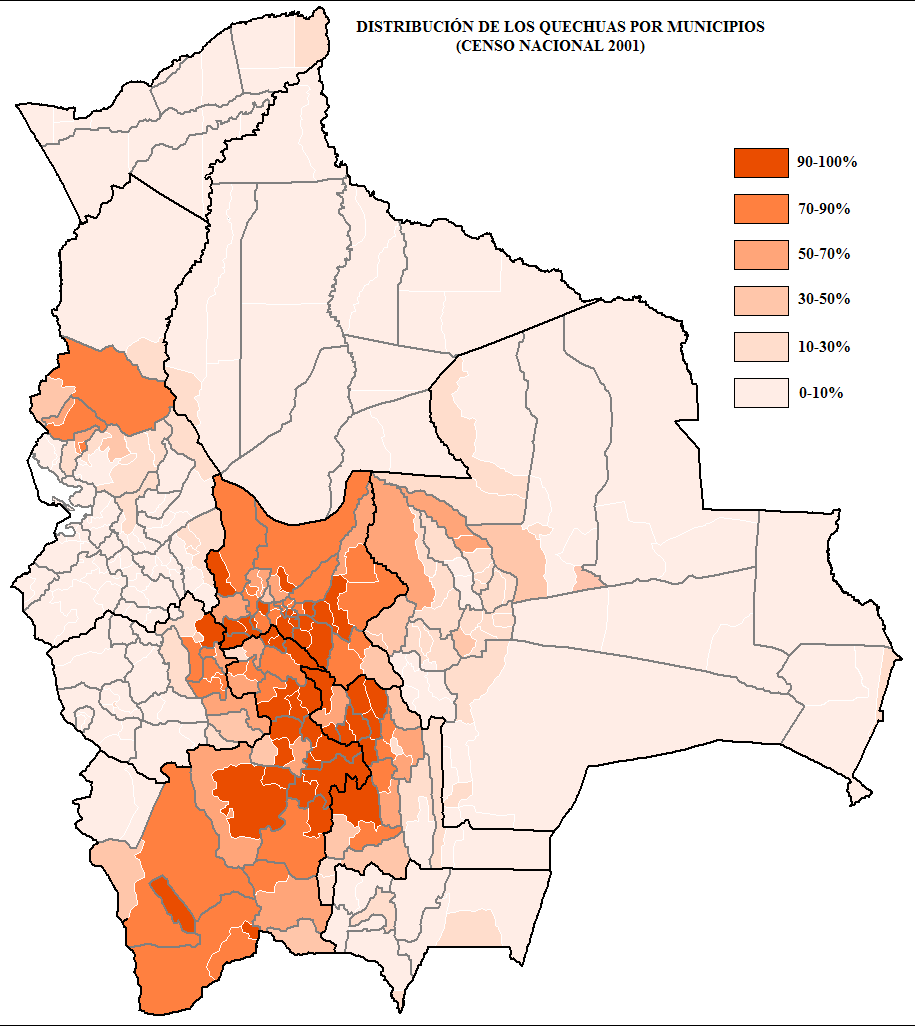
Розселення кечуа по муніципалітетах
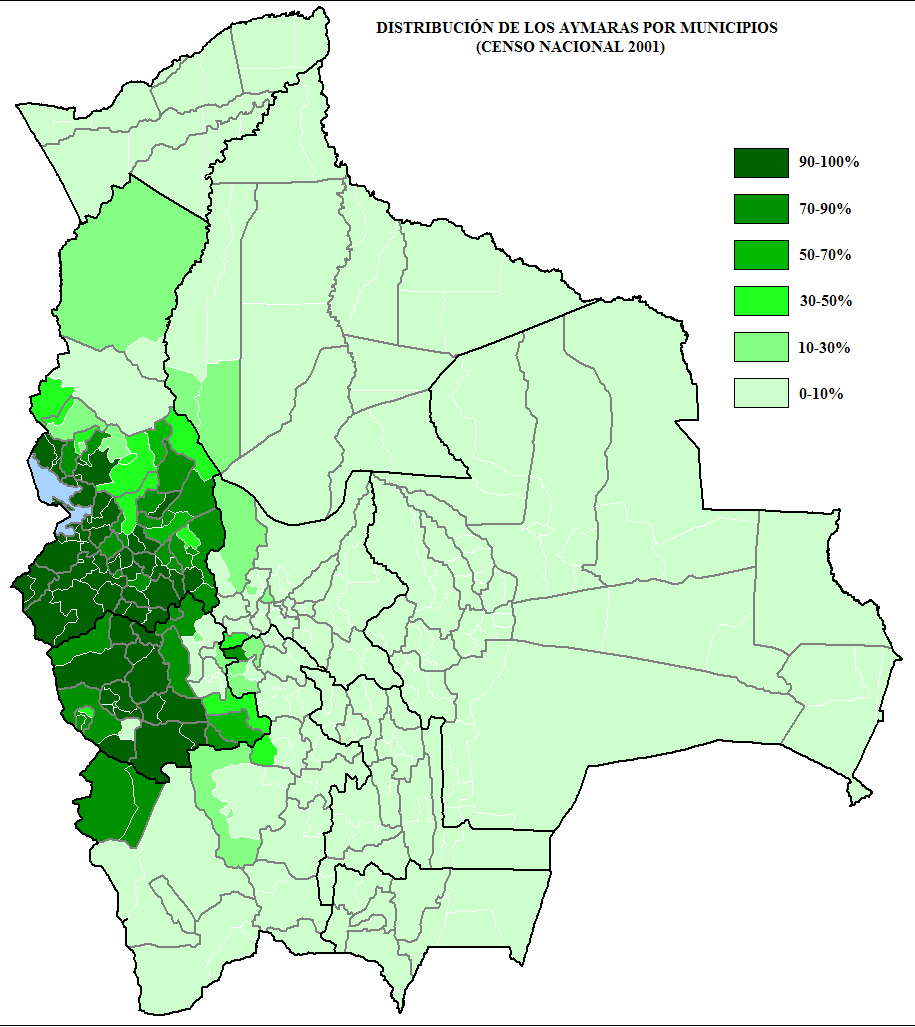
Розселення аймара по муніципалітетах
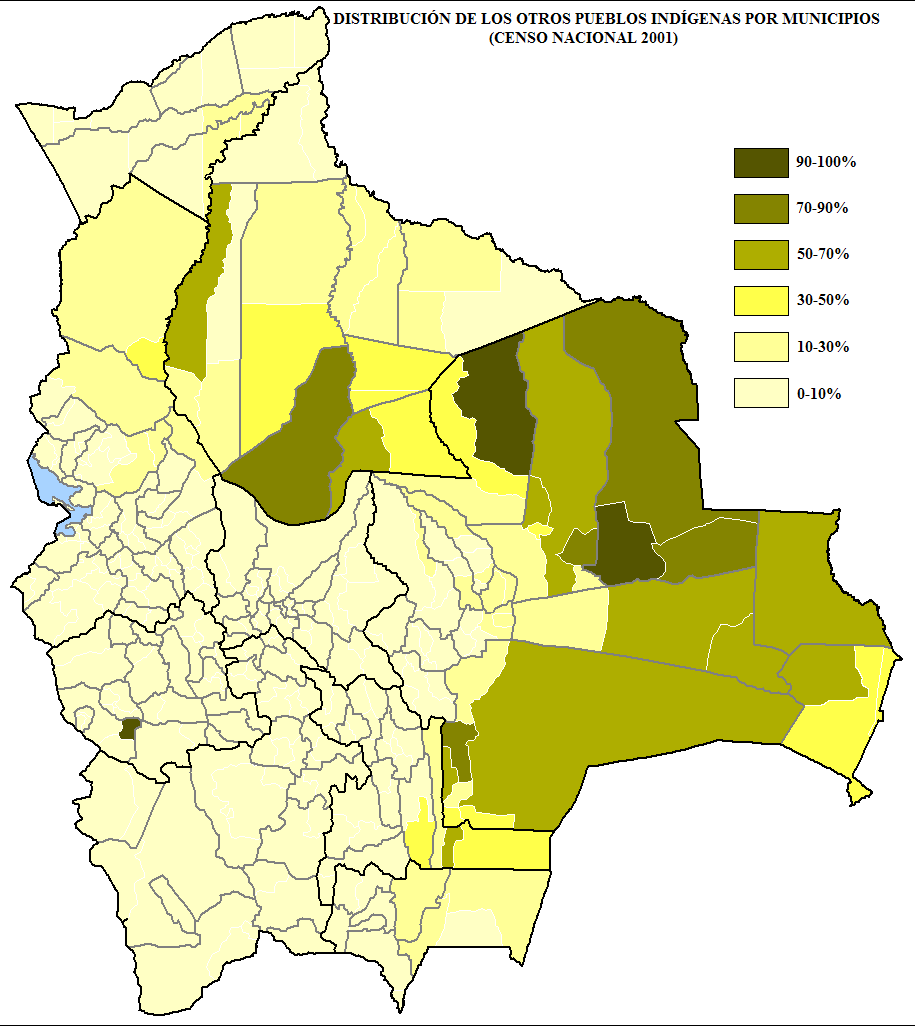
Розселення інших індіанських народів по муніципалітетах

## Мови
| Мови Болівії (2015 рік) | Мови Болівії (2015 рік) | Мови Болівії (2015 рік) | Мови Болівії (2015 рік) | Мови Болівії (2015 рік) |
| ----------------------- | ----------------------- | ----------------------- | ----------------------- | ----------------------- |
| Мова:                   |                         |                         | Відсоток:               |                         |
| іспанська               | іспанська               |                         | 60.7%                   | 60.7%                   |
| кечуа                   | кечуа                   |                         | 21.2%                   | 21.2%                   |
| аймара                  | аймара                  |                         | 14.6%                   | 14.6%                   |
| гуарані                 | гуарані                 |                         | 0.6%                    | 0.6%                    |
| інші                    | інші                    |                         | 2.9%                    | 2.9%                    |

Офіційні мови: конституція 2009 року нарівні з іспанською закріпила офіційний статус усіх 36 індіанських мов на території держави; деякі з них вважаються вимерлими й не мають носіїв. Іспанською розмовляє 60,7 % населення країни, кечуа — 21,2 %, аймара — 14,6 %, гуарані — 0,6 %, інші індіанські мови — 0,4 % (оцінка 2001 року). Іншими неаборигенними мовами розмовляє 2,4 % населення країни, німі становлять 0,1 % населення.

## Релігії
| Релігії в Болівії (2012 рік) | Релігії в Болівії (2012 рік) | Релігії в Болівії (2012 рік) | Релігії в Болівії (2012 рік) | Релігії в Болівії (2012 рік) |
| ---------------------------- | ---------------------------- | ---------------------------- | ---------------------------- | ---------------------------- |
| Віросповідання:              |                              |                              | Відсоток:                    |                              |
| католики                     | католики                     |                              | 76.8%                        | 76.8%                        |
| протестанти                  | протестанти                  |                              | 16%                          | 16%                          |
| інші                         | інші                         |                              | 1.7%                         | 1.7%                         |
| атеїсти                      | атеїсти                      |                              | 5.5%                         | 5.5%                         |

Головні релігії й вірування, які сповідує, і конфесії та церковні організації, до яких відносить себе населення країни: римо-католицтво — 76,8 %, євангелізм і п'ятидесятництво — 8,1 %, протестантизм — 7,9 %, інші — 1,7 %, не сповідують жодної — 5,5 % (станом на 2012 рік).

## Освіта
Рівень письменності 2015 року становив 95,7 % дорослого населення (віком від 15 років): 97,8 % — серед чоловіків, 93,6 % — серед жінок.
Державні витрати на освіту становлять 7,3 % ВВП країни, станом на 2014 рік (24-те місце у світі). Середня тривалість освіти становить 14 років, для хлопців — до 14 років, для дівчат — до 14 років (станом на 2012 рік).

## Охорона здоров'я
Забезпеченість лікарями в країні на рівні 0,47 лікаря на 1000 мешканців (станом на 2011 рік). Забезпеченість лікарняними ліжками в стаціонарах — 1,1 ліжка на 1000 мешканців (станом на 2012 рік). Загальні витрати на охорону здоров'я 2014 року становили 6,3 % ВВП країни (122-ге місце у світі).
Смертність немовлят до 1 року, станом на 2015 рік, становила 37,49 ‰ (58-ме місце у світі); хлопчиків — 41,06 ‰, дівчаток — 33,75 ‰. Рівень материнської смертності 2015 року становив 206 випадків на 100 тис. народжень (58-ме місце у світі).
Болівія входить до складу ряду міжнародних організацій: Міжнародного руху (ICRM) і Міжнародної федерації товариств Червоного Хреста і Червоного Півмісяця (IFRCS), Дитячого фонду ООН (UNISEF), Всесвітньої організації охорони здоров'я (WHO).

### Захворювання
Потенційний рівень зараження інфекційними хворобами в країні дуже високий. Найпоширеніші інфекційні захворювання: діарея, гепатит А, гарячка денге, малярія, жовта гарячка. Станом на серпень 2016 року в країні були зареєстровані випадки зараження вірусом Зіка через укуси комарів Aedes, переливання крові, статевим шляхом, під час вагітності.
2014 року зареєстровано 17,9 тис. хворих на СНІД (80-те місце у світі), це 0,29 % населення в репродуктивному віці 15—49 років (83-тє місце у світі). Смертність 2014 року від цієї хвороби становила приблизно 700 осіб (77-ме місце у світі).
Частка дорослого населення з високим індексом маси тіла 2014 року становила 15,8 % (109-те місце у світі); частка дітей віком до 5 років зі зниженою масою тіла становила 4,5 % (оцінка на 2008 рік). Ця статистика показує як власне стан харчування, так і наявну/гіпотетичну поширеність різних захворювань.

### Санітарія
Доступ до облаштованих джерел питної води 2015 року мало 96,7 % населення в містах і 75,6 % в сільській місцевості; загалом 90 % населення країни. Відсоток забезпеченості населення доступом до облаштованого водовідведення (каналізація, септик): у містах — 60,8 %, в сільській місцевості — 27,5 %, загалом по країні — 50,3 % (станом на 2015 рік). Споживання прісної води, станом на 2005 рік, дорівнює 2,64 км³ на рік, або 305,8 тонни на одного мешканця на рік: з яких 25 % припадає на побутові, 14 % — на промислові, 61 % — на сільськогосподарські потреби.

## Соціально-економічне становище
Співвідношення осіб, що в економічному плані залежать від інших, до осіб працездатного віку (15—64 роки) загалом становить 63,7 % (станом на 2015 рік): частка дітей — 53,1 %; частка осіб похилого віку — 10,6 %, або 9,4 потенційно працездатного на 1 пенсіонера. Загалом ці показники характеризують рівень потреби державної допомоги в секторах освіти, охорони здоров'я і пенсійного забезпечення, відповідно. За межею бідності (міжнародний стандарт 2 долари США на особу на добу) 2011 року перебувало 45 % населення країни. Розподіл доходів домогосподарств в країні виглядає таким чином: нижній дециль — 0,8 %, верхній дециль — 33,6 % (станом на 2012 рік).
Станом на 2013 рік, у країні 1,2 млн осіб не має доступу до електромереж; 90 % населення має доступ, у містах цей показник дорівнює 99 %, у сільській місцевості — 72 %. Рівень проникнення інтернет-технологій середній. Станом на липень 2015 року в країні налічувалось 4,871 млн унікальних інтернет-користувачів (78-ме місце у світі), що становило 45,1 % загальної кількості населення країни.

### Трудові ресурси
Загальні трудові ресурси 2015 року становили 4,962 млн осіб (83-тє місце у світі). Зайнятість економічно активного населення у господарстві країни розподіляється таким чином: аграрне, лісове і рибне господарства — 32 %; промисловість і будівництво — 20 %; сфера послуг — 47,9 % (станом на 2009 рік). 757,35 тис. дітей у віці від 5 до 17 років (26,4 % загальної кількості) 2008 року були залучені до дитячої праці. Безробіття 2014 року дорівнювало 7,4 % працездатного населення в містах, 2013 року — 7,3 % (88-ме місце у світі); серед молоді у віці 15—24 років ця частка становила 6,2 %, серед юнаків — 5,1 %, серед дівчат — 7,8 % (122-ге місце у світі).

## Кримінал

### Наркотики

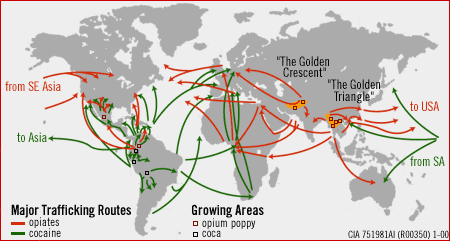
Світові маршрути наркотрафіку

Третій найбільший виробник кокаїну (після Колумбії й Перу) — 30 тис. га плантацій коки в 2011 році (зменшення на 15 % у порівнянні з 2010 роком), 265 тонн чистої речовини (зростання на 29 % у порівнянні з 2010 роком); транзитна країна для перуанського й колумбійського кокаїну до Бразилії, Аргентини, Чилі, Парагваю і Європи; прозорість кордонів для криміналу; незначне відмивання грошей (оцінка ситуації 2013 року).

### Торгівля людьми
Згідно зі щорічною доповіддю про торгівлю людьми (англ. Trafficking in Persons Report) Управління з моніторингу та боротьби з торгівлею людьми Державного департаменту США, уряд Болівії докладає значних зусиль у боротьбі з явищем примусової праці, сексуальної експлуатації, незаконною торгівлею внутрішніми органами, але законодавство відповідає мінімальним вимогам американського закону 2000 року щодо захисту жертв (англ. Trafficking Victims Protection Act’s) не повною мірою, країна перебуває у списку другого рівня.

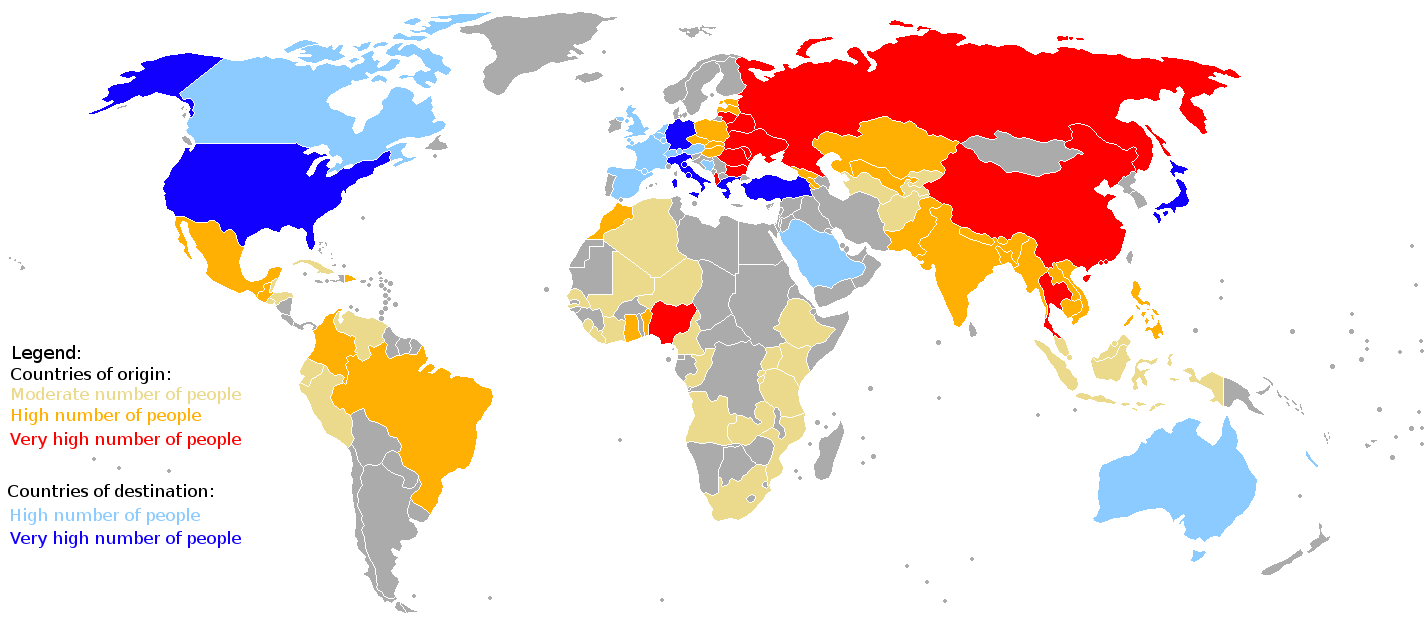
Країни-донори (червоний) і країни-реципієнти кримінальних потоків  (англ.)
Глобальна боротьба з торгівлею людьми (англ.)

## Гендерний стан
Статеве співвідношення (оцінка 2015 року):
- при народженні — 1,05 особи чоловічої статі на 1 особу жіночої;
- у віці до 14 років — 1,04 особи чоловічої статі на 1 особу жіночої;
- у віці 15—24 років — 1,03 особи чоловічої статі на 1 особу жіночої;
- у віці 25—54 років — 0,95 особи чоловічої статі на 1 особу жіночої;
- у віці 55—64 років — 0,87 особи чоловічої статі на 1 особу жіночої;
- у віці за 64 роки — 0,79 особи чоловічої статі на 1 особу жіночої;
- загалом — 0,98 особи чоловічої статі на 1 особу жіночої[1].

## Демографічні дослідження
Демографічні дослідження в країні ведуться рядом державних і наукових установ:

### Українською
- Атлас. 10—11 клас. Економічна і соціальна географія світу / упорядники :  О. Я. Скуратович, Н. І. Чанцева. — К. : ДНВП «Картографія», 2010. — ISBN 978-966-475-639-3.
- Атлас світу / голов. ред. І. С. Руденко ; зав. ред. В. В. Радченко ; відп. ред. О. В. Вакуленко. — К. : ДНВП «Картографія», 2005. — 336 с. — ISBN 9666315467.
- Безуглий В. В. Економічна і соціальна географія зарубіжних країн : Навчальний посібник. — К. : ВЦ «Академія», 2007. — 704 с. — ISBN 978-966-580-239-6.
- Безуглий В. В., Козинець С. В. Регіональна економічна і соціальна географія світу : Навчальний посібник. — видання 2-ге, доп., перероб. — К. : ВЦ «Академія», 2007. — 688 с. — ISBN 966-580-144-9.
- Головченко В. І., Кравчук О. Країнознавство: Азія, Африка, Латинська Америка, Австралія і Океанія. — К., 2006. — 335 с. — ISBN 966-8939-04-2.
- Гудзеляк І. І. Географія населення: Навчальний посібник / І. Гудзеляк. — Л. : Видавничий центр ЛНУ імені Івана Франка, 2008. — 232 с. — ISBN 978-966-613-599-8.
- Дахно І. І. Країни світу: Енциклопедичний довідник / І. І. Дахно, С. М. Тимофієв. — К. : Мапа, 2011. — 606 с. — (Бібліотека нового українця) — ISBN 978-966-8804-23-6.
- Дахно І. І. Економічна географія зарубіжних країн : навчальний посібник. — К. : Центр учбової літератури, 2014. — 319 с. — ISBN 978-611-01-0682-5.
- Джаман В. О. Регіональні системи розселення: демографічні аспекти. — Чернівці : Рута, 2003. — 392 с. — ISBN 9665685988.
- Дорошенко Л. С. Демографія: Навчальний посібник. — К. : МАУП, 2005. — 112 с. — ISBN 966-608-442-2.
- Дубович І. А. Країнознавчий словник-довідник. — 5-те вид., перероб. і доп. — К. : Знання, 2008. — 839 с. — ISBN 978-966-346-330-8.
- Економічна і соціальна географія країн світу. Навчальний посібник / За ред. Кузика С. П. — Л. : Світ, 2002. — 672 с. — ISBN 966-603-178-7.
- Загальна медична географія світу / В. О. Шевченко [та ін.] — К. : [б.в.], 1998. — 178 с.
- Книш М. М., Мамчур О. І. Регіональна економічна і соціальна географія світу (Латинська Америка та Карибські країни, Африка, Азія, Океанія) : навч. посіб. — Л. : ЛНУ ім. Івана Франка, 2013. — 368 с. — ISBN 978-617-10-0007-0.
- Крисаченко В. С. Динаміка населення: Популяційні, етнічні та глобальні виміри. — К. : Видавництво Національного інституту стратегічних досліджень, 2005. — 368 с. — ISBN 966-554-083-1.
- Кузик С. П., Книш М. М. Економічна і соціальна географія країн Америки : навч. посіб. — Л. : ЛНУ ім. Івана Франка, 1999. — 299 с. — ISBN 966-613-026-2.
- Любіцева О. О., Мезенцев К. В., Павлов С. В. Географія релігій. — К. : АртЕК, 1999. — 504 с. — ISBN 966-505-006-0.
- Масляк П. О. Країнознавство. — К. : Знання, 2007. — 292 с. — (Вища освіта XXI століття)
- Масляк П. О., Дахно І. І. Економічна і соціальна географія світу / П. О. Масляк, І. І. Дахно ; за ред. П. О. Масляка. — К. : Вежа, 2003. — 280 с. — ISBN 966-7091-53-8.

### Російською
- (рос.) Боливия // Демографический энциклопедический словарь / главн. ред. Валентей Д. И. — М. : Советская энциклопедия, 1985. — 608 с.
- (рос.) Боливия // Латинская Америка. Энциклопедический справочник [в 2-х тт.] / Главный редактор В. В. Вольский. — М. : Советская энциклопедия, 1979. — Т. 1. А-К. — 576 с.
- (рос.) Боливия // Страны и народы. Америка. Южная Америка / Редкол. : В. В. Вольский  (отв. ред.) и др. — М. : «Мысль», 1983. — 285 с. — (Страны и народы) — 180 тис. прим.
- (рос.) Атлас народов мира / Отв. ред. С. И. Брук и В. С. Апенченко. — М. : ГУГК ГГК СССР и Институт этнографии им. Н. Н. Миклухо-Маклая АН СССР, 1964. — 185 с. — 20 тис. прим.
- (рос.) Численность и расселение народов мира. Этнографические очерки / под ред. С. И. Брука. — М. : Издательство АН СССР, 1962. — 487 с.
- (рос.) Лаппо Г. М. География городов: Учебное пособие для географических факультетов вузов. — М. : Туманит, изд. центр ВЛАДОС, 1997. — 476 с. — ISBN 5-691-00047-0.
- (рос.) Ягельский А. География населения. — М. : Прогресс, 1980. — 383 с.